# Cornelis Kruyswijk
Cornelis Kruyswijk (Abcoude, 14 december 1884 – Amsterdam, 10 januari 1935) was een Nederlandse architect.

## Achtergrond en stijl
Kruyswijk werd geboren als zoon van de aannemer Jan Kruijswijk (de familienaam wordt Kruijswijk gespeld) en Alida van Kooten. Hij leerde het vak door avondstudie en in de praktijk bij architecten als Harry Elte en F.A. Warners; hij bouwde voornamelijk in Amsterdam. Niet alleen vele woningblokken, zoals in de Mercatorstraat en aan het Victorieplein, met zijn kenmerkende arcaden, maar ook diverse kerken op stedenbouwkundig bijzondere plekken. De Willem de Zwijgerkerk aan het Olympiaplein, en de Apostolische kerk in de Watergraafsmeer zijn hiervan voorbeelden. Daarnaast bouwde hij een groot aantal scholen.
De architectuur van Kruyswijk kenmerkt zich door goede verhoudingen en een bijzondere plasticiteit. Paarsgewijs naar voren springende erkers of raampartijen, verticale markering van entrees, profilering van hoekpartijen, articulering van grote baksteenvlakken, gedetailleerde gevelbeëindigingen met feestelijk gemetselde kartelingen. Waar je ook kijkt is er met veel aandacht voor detail en vakmanschap vormgegeven.

## Scholen
Toen door de grondwettelijke gelijkstelling van het openbaar en bijzonder onderwijs in 1917 - de zogenoemde Pacificatie - en daaruit voortvloeiende Wet op het Lager Onderwijs van 1920 veel gelden vrij kwamen voor scholenbouw, kwam een grote bouwhausse op gang van zowel openbare als bijzondere scholen. Alleen al in Amsterdam bouwde Kruyswijk veertien scholen voor christelijke lager onderwijs. Een goed voorbeeld hiervan is de kleuter- en lagere Smallepadschool aan de Planciusstraat/Zoutkeetsgracht.
Op de plek van een eerdere bewaarschool bouwde Kruyswijk een kleuter- en lagere school. Het gebouw vormt de afsluiting van de Houtmanstraat, die daardoor een intiem buurtpleintje werd. Aan de Planciusstraat is de gevel open, zodat veel zon de school in kan vallen, op de kop van de Zoutkeetsgracht, aan de Noordzijde, is hij vrij gesloten. De omgekeerde J-vorm van de school omarmt een speelplaatsje voor de kleuters binnen het blok.

## Volkshuisvesting

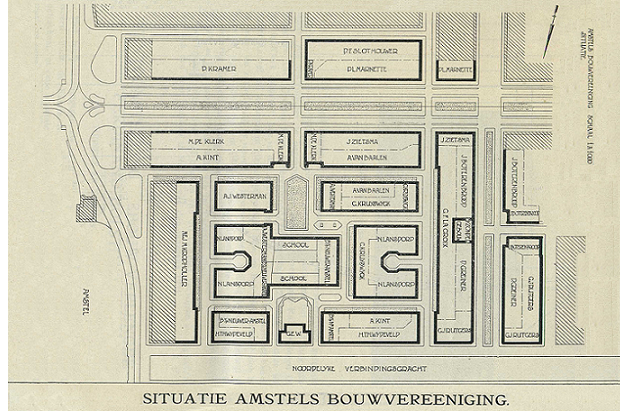
Verdeling van percelen door Amstels Bouwvereeniging in de Rivierenbuurt Amsterdam

Vrijwel vanaf het begin van de uitwerking van het stedenbouwkundig Plan-Zuid van Berlage uit 1917 was Kruyswijk betrokken bij de realisering van een aantal woningblokken. Een groot deel van deze stadsuitbreiding werd gebouwd door Amstels Bouwvereeniging waarin zeventig bouwondernemingen samenwerkten. Om enige grip te houden op de kwaliteit van de architectuur was een speciale commissie onder gemeentearchitect Allard Remco Hulshoff aangesteld, die architecten voor dit werk moest selecteren en tevens de randvoorwaarden bepalen waaronder de uitverkorenen moesten werken.
Kruyswijk kreeg onder andere de twee blokken op het kruispunt van de Amstellaan (nu Vrijheidslaan) en de Rijnstraat onder zijn hoede. Voorbij dit kruispunt begint het Victorieplein, het stedelijk knooppunt waar de drie hoofdassen, de Vrijheids-, de Churchill-- en Rooseveltlaan samenkomen. De entree tot het plein wordt gevormd door deze twee woningblokken met een winkelarcade. Het noordelijke deel kwam in 1924, het zuidelijke in 1928 gereed. Vanuit de Vrijheidslaan gezien vormen de beide blokken als het ware een poortgebouw voor het plein, mede door de vernauwing van de rooilijn ter plaatse. De arcaden met winkels zijn de eerste in een reeks winkelgalerijen die in die tijd tot stand kwamen, zoals aan het Mercatorplein (architect H.P. Berlage) en het Surinameplein van architect J. Roodenburgh).
Ean ander complex dat op naam kan worden geschreven van Kruyswijk, is het blok tussen Merelstraat, Adelaarsweg en Meeuwenlaan in de Vogelbuurt in Amsterdam-Noord. Hij ontwierp zowel de Nederlands Hervormde Lagere school Hillegonda de Zwart School aan de Merelstraat en de woningen eromheen in de noordelijke punt van de buurt. De woningen werden gebouwd in opdracht van woningstichting Patrimonium Amsterdam.

## Kerkenbouw

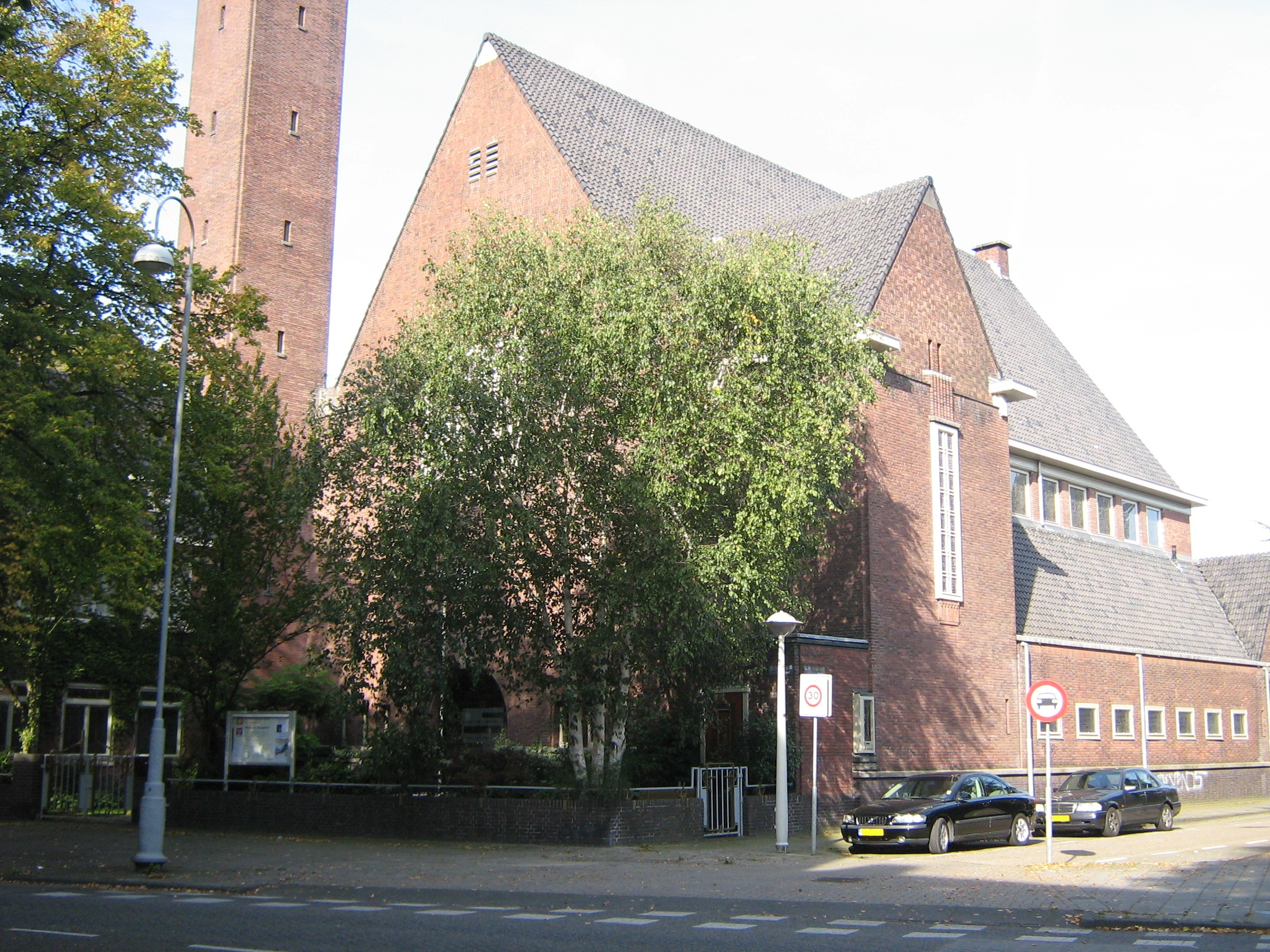
Willem de Zwijgerkerk

In nieuwe uitbreidingen van Amsterdam als de Indische Buurt en Plan-Zuid waren niet alleen woningen en scholen nodig maar ook kerken. Kruyswijk was door zijn lidmaatschap van de Nederlandse Hervormde Kerk nauw betrokken bij de bouwcommissie die kerkbouw in deze nieuwe wijken voorbereidde. Hierbij werd speciaal gelet op een stedenbouwkundig prominente ligging zoals bij de Willem de Zwijgerkerk aan de Olympiaweg. Hierbij werd het kerkgebouw door bijzondere architectonische accenten een markant herkenningspunt. Bij de kerk hoorde een rusthuis, een kosterswoning, een reeks woningen en wijkgebouw Moria. In Amsterdam-Noord ontwierp hij het gebouw Clematisstraat 25 voor het Apostolisch Genootschap.
De Elthetokerk lag eveneens op een prominente plek aan de Insulindeweg in de Indische Buurt. Deze kerk werd echter in 1992 gesloopt.